# Облога Мітилени
Облога Мітилени — бойові дії римлян у 84 — 80 роках до н. е. по захопленню найбільшого міста острова Лесбос Мітилени, органічно пов'язані із подіями Мітрідатових війн.
У 89 р. до н. е. віфінський цар Нікомед IV та римський полководець Маній Аквілій почали війну з понтійським царем Мітридатом VI Евпатором (Перша Мітрідатова війна), проте неочікувано зазнали поразки. Маній спершу втік на Родос, після чого перебрався на острів Лесбос до Мітилени, мешканці якої схопили римлянина та видали його Мітрідату. Останній стратив Манія, котрий вважався головним винуватцем війни, незвичним способом — наказавши залити йому у горлянку розплавлене золото, «втамувавши» таким чином спрагу римлянина до здобичі.
Через кілька років, у 85-му до н. е., Мітрідат зазнав поразки у війні та був змушений за умовами мирного договору відійти у межі свого царства. Втім, пам'ятаючи історію з Манієм мітиленці не наважились покластись на добру волю римлян та вирішили і далі чинити їм спротив. Лівій зазначає, що Мітилена стала єдиним містом Азії, котре вирішило боротись навіть після поразки понтійського царя, проте можливо відзначити, що спротив римлянам чинили також ряд міст і областей на південному узбережжі Малої Азії (Олімп і Фаселіда у Лікії, а також мешканці Західної Кілікії та Ісаврії), котрі в часи неспокою активно втягнулись у піратський промисел.
Наприкінці війни, у 86-85 рр. до н. е., в Егеїді діяла ескадра Луція Лукулла, збірана із суден окремих приставших на бік римлян міст. Саме цей полководець (в майбутньому переможець Мітрідата у Третій Мітрідатовій війні) узявся в 84 р. до н. е. за бойові дії проти Мітилени. Він переміг мітиленців у битві та обложив їх у місті. Далі Лукулл вирішив застосувати військову хитрість. Покинувши на виду у ворога свій табір, він відплив до еолійського міста Елея, сам же вночі повернувся на Лесбос та розташував свої загони у засідці. Коли мешканці Мітилени захопились розграбовуванням римського табору, Лукулл напав на них, вбив п'ятсот осіб та захопив у полон 6 тисяч.
Втім, лише цих двох поразок виявилось недостатньо для підкорення мітиленців. Вони продовжували чинити спротив ще кілька років — за цей час встигла початись та завершитись короткочасна Друга Мітрідатова війна. Нарешті, у 80 р. до н. е. за облогу узявся пропретор провінції Ахая Марк Минуцій Терм. Тоді ж почав свою військову службу Гай Юлій Цезар, котрому Мінуцій доручив вирушити до Віфінії та отримати від її царя потрібний для блокади міста флот. Цезар вдало виконав це доручення, а після того при взятті міста ще й отримав у нагороду дубовий вінок, котрий вручали за порятунок життя римського громадянина.
Після падіння Мітилена отримала статус civitas stipendaria — найнижчий у адміністративно-податковому устрої Римської держави.